# Oxytocin

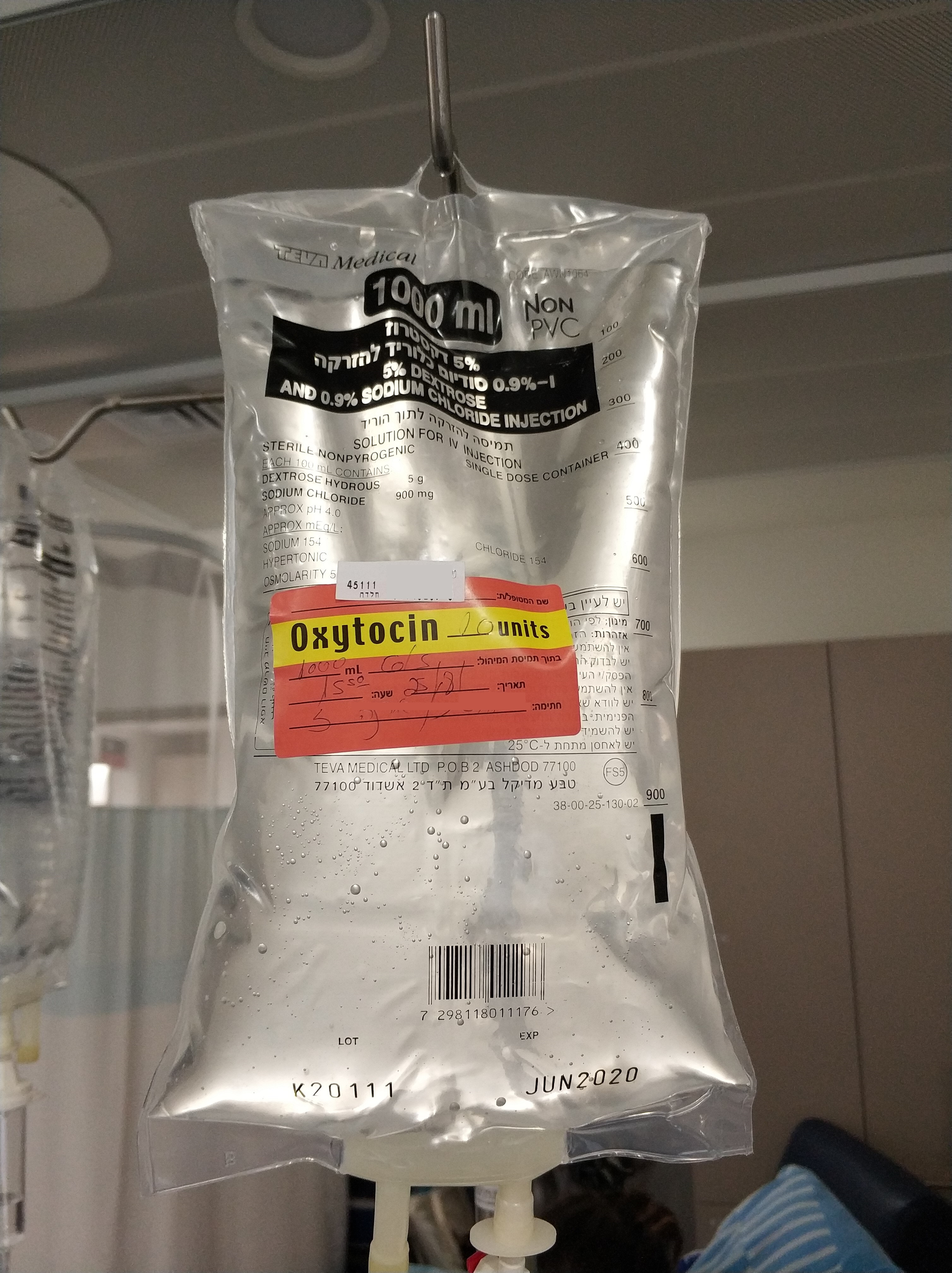
Liệu pháp truyền oxytocin

Oxytocin là một loại hormone của con người được tiết ra và chi phối não bộ trong quá trình liên quan đến tình dục và tình cảm, nó được sản sinh khi con người đạt cực khoái, khi cảm thấy lãng mạn, khi cho con bú sữa mẹ và khi sinh đẻ. Đây là một hormone peptide và neuropeptide thường được sản xuất ở vùng dưới đồi và được giải phóng từ tuyến yên sau. Oxytocin được giải phóng vào máu như một loại hormone để đáp ứng với hoạt động tình dục và trong quá trình sinh nở. Vì oxytocin đóng vai trò trong gắn kết xã hội, hành vi làm mẹ và kết nối cảm xúc giữa mọi người nên nó còn được gọi một cách không chính thức là "hormone tình yêu". Oxytocin được tạo ra bằng cách tách enzym từ tiền chất peptide được mã hóa bởi gen OXT của con người. Cấu trúc suy ra của nonapeptide là:
Cys – Tyr – Ile – Gln – Asn – Cys – Pro – Leu – Gly – NH2, or CYIQNCPLG-NH2.
Nghiên cứu trên loài chuột đồng cỏ cho thấy oxytocin được giải phóng vào não của con cái trong quá trình hoạt động tình dục rất quan trọng để hình thành mối liên kết đôi với bạn tình của nó. Vasopressin dường như có tác dụng tương tự ở con đực. Oxytocin có vai trò trong hành vi xã hội ở nhiều loài, vì vậy nó cũng có thể có ở con người. Trong một nghiên cứu năm 2003, nồng độ oxytocin trong máu của cả người và chó đều tăng sau một buổi vuốt ve kéo dài từ năm đến 24 phút, có thể đóng một vai trò trong mối liên kết tình cảm giữa người và chó. Người ta đã chứng minh rằng oxytocin ảnh hưởng khác nhau đến nam và nữ. Phụ nữ được dùng oxytocin nhìn chung phản ứng nhanh hơn với các kích thích có liên quan đến xã hội so với nam giới được dùng oxytocin. Ngoài ra, về ứng dụng thì chất chủ vận thụ thể oxytocin phân tử nhỏ như LIT-001 có thể hữu ích trong việc điều trị các rối loạn xã hội, ví dụ như trong bệnh tự kỷ.